# 윌리엄 시드니 그레이브스
미국 윌리엄 시드니 그레이브스 소장(1865년 3월 27일 - 1940년 2월 27일)은 제1차 세계대전 종전 무렵, 러시아 적백내전에 연합군 간섭의 일환으로 시베리아에 간섭했던 미군을 지휘한 장성이었다.

## 인생 초반과 교육
그는 1865년 3월 27일 텍사스 주 마운트 캄에서 남침례교 목사인 앤드류 캐롤 목사와 에블린 베넷 사이에서 태어났다.
그레이브스는 1884년 뉴욕 웨스트 포인트에 있는 미국 육군 사관학교(USMA)에 다니기 시작했다. 폐렴에 걸리기도 했지만 계속 학교를 다녔고, 1889년 6월 12일에 49명의 학급에서 42등으로 졸업했다.
그의 동료 졸업생 중에는 찰스 더들리 로즈, 클레멘트 플래글러 등과 같이 상급 장교가 될 여러 남성이 포함되었다.
사관학교 동료들 중 찰스 영(Charles Young) 등은 뛰어난 졸업생으로 대령 계급에 도달한 최초의 아프리카계 미국인이 되었다.

## 결혼
그레이브스는 1891년 2월 9일 와이오밍 주 샤이엔에 있는 세인트 마크 성공회 교회에서 윌리엄 랭과 오거스타 조세핀(본명 메리엄) 보이드의 딸인 캐서린 폴린 "케이트" 보이드와 결혼했다.
캐서린은 그의 사령관 헨리 C. 메리엄의 조카딸이었다.

## 군 경력
그는 1902년까지 필리핀에서 스페인-미국 전쟁에 참전했다.
그는 반란 당시 중대장으로 칼루칸 전투에서 싸웠다. 그는 육군 참모총장 보좌관이었다.

### 러시아 적백 내전 당시 시베리아에서 간섭

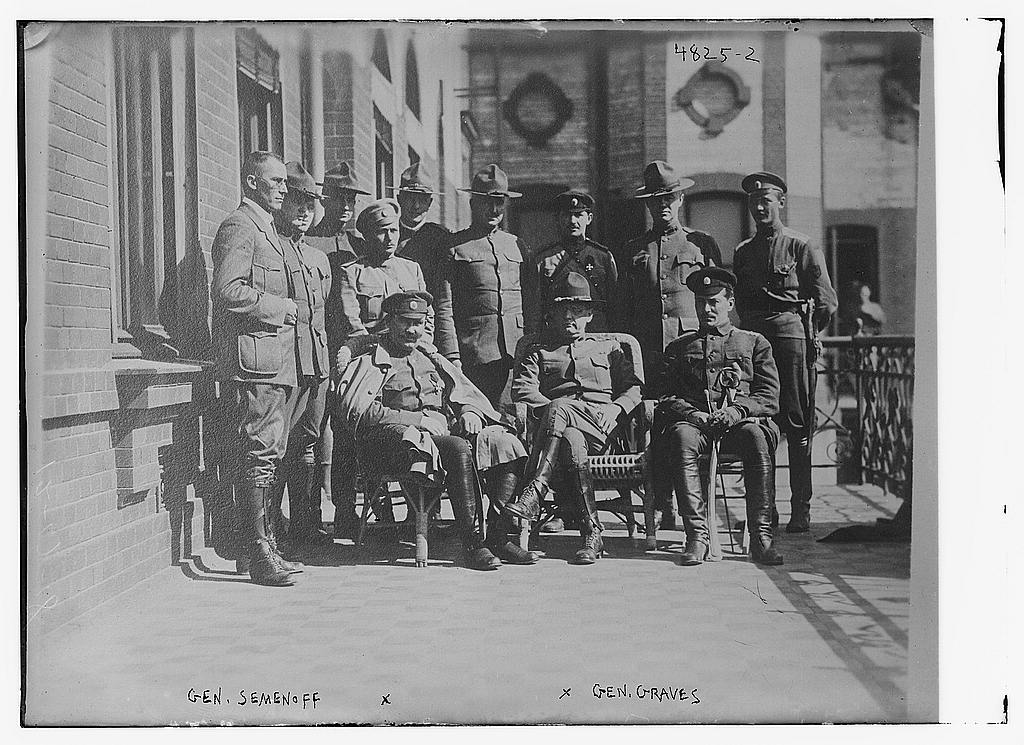
그레이브스와 그리고리 시묘노프=셰묘노프, 백파 러시아군 장교 등 1918년 촬영

미국이 제1차 세계대전에 참전한 이듬해인 1918년, 그는 제8사단의 사단장으로 임명되어 우드로 윌슨 대통령의 직접적인 명령에 따라 시베리아로 파견되었다. 그는 1918년 9월 1일에 상륙했다. 그의 명령은 정치적으로 혼란스러운 상황 속에서도 철저히 비정치적인 태도를 유지하라는 것이었다. 그 결과 그는 연합국 동료들, 국무부, 그리고 여러 러시아 그룹들과 자주 갈등을 빚었다.
미국 간섭군(A.E.F.)이라고 불리는 부대에 약 7,000명의 병력을 배치하고 참모총장인 조셉 D. 리치의 도움을 받은 그는 시베리아 횡단 철도가 계속 운영되도록 하는 아이디어를 결정하고 철도를 운영할 많은 철도 전문가를 영입했다.
그의 군대는 콜차크 제독의 백군을 도우라는 강한 압력에도 불구하고 러시아 적백내전에 백파를 일방적으로 지원하지 않았다. 초기에 그레이브스는 콜차크와 그의 정부에 대한 강한 혐오감을 키웠다.
그레이브스는 시베리아에 주둔한 영국군, 프랑스군, 일본군이 모두 연합국의 명시된 목표를 넘어서는 이기적인 정치적 야망을 좇고 있다고 생각했다.
즉, 열강들이 이전의 차르 동맹국들에게 제공한 물자를 보호하고, 블라디보스토크를 통해 러시아를 떠날 예정인 외국 연합군(주로 체코)의 안전한 행동을 보장한다는 것이었다.
그레이브스는 영국과 프랑스가 볼셰비키 군대를 억압하려 한다고 믿었다.

### 일본군의 대규모 간섭
그는 또한 일본이 동부 시베리아의 일부(바이칼 호수 동쪽의 아무르 지역)를 합병할 계획을 가지고 있다고 믿었다.
일본군은 약 72,000명의 병력을 파병했는데, 이는 시베리아에 공동으로 간섭했던 연합군이 최초 약속한 12,000명의 병력의 약 6배에 달했다.
미군은 거의 2년 동안 시베리아 횡단 철도를 운영했고, 대기근과 적백내전으로 도둑, 강도 등이 시베리아 시골을 배회하면서 정치 상황은 혼란스러워졌다.
미군은 주요 목표를 달성했고 체코 군단 전체는 블라디보스토크를 통해 러시아에서 철수했다.
1920년 4월 1일 마지막 미군이 시베리아를 떠났다.
역사가 벤슨 보브릭은 그레이브스에 대해 "이 슬픈 사태 속에서, 그는 유일하게 명예로운 사람이었을지도 모른다"고 썼다.
그레이브스는 1925년 7월 11일 소장으로 진급했고, 1928년 육군에서 은퇴했다.
그 후 그는 시베리아에서 보낸 시간에 대한 책을 썼는데, 그 책의 제목은 '미국의 시베리아 모험 1918-20년' (America's Siberian Adventure 1918-1920)이었다.
그레이브스는 또 일본 제국주의 군대가 만주와 시베리아에서 대규모 민간인 학살 등을 했다는 내용을 진술하기도 하였다.

## 가족
윌리엄과 케이트는 4명의 자녀를 두었다.
아들 시드니 캐롤 그레이브스(1893-1974)는 1915년 웨스트포인트를 졸업한 후 아버지를 따라 군에 입문하여 소령으로 진급했다.
그는 두 개의 수훈 십자 훈장을 받았는데, 첫 번째는 제1차 세계 대전 중에, 두 번째는 러시아 시베리아 간섭군에서 복무하는 동안이었다.
1921년 그는 시어도어 루즈벨트 대통령의 친척인 올가 루즈벨트와 결혼했다.
올가의 할아버지 로버트 반웰 루즈벨트와 대통령의 아버지 시어도어 루즈벨 시니어는 형제였다.
막내인 도로시는 윌리엄 알 오턴과 결혼했다.

## 수상
그가 받은 상에는 육군 공로훈장(Army Distinguished Service Medal)이 포함되었는데, 그 훈장에는 다음과 같은 내용이 적혀 있다.
미합중국 대통령은 1918년 7월 9일 의회법에 의해 승인되었으며, 제1차 세계대전중 막중한 책임을 다한 미국 육군 윌리엄 시드니 그레이브스 소장에게 미합중국 정부에 대한 탁월한 공로를 인정해 육군 공로훈장을 수여하게 된 것을 기쁘게 생각한다.

## 죽음
그레이브스는 1940년 2월 27일 뉴저지주 슈루즈버리에서 사망했다.

## 관련 저작물 등
그에 관한 논문은 스탠포드 대학의 후버 연구소 기록 보관소에 보관되어 있다.